# Gumardee
Gumardee — вимерлий рід сумчастих ссавців родини Поторові (Potoroidae) ряду Кускусоподібні (Diprotodontia).
Гумарді має безперервні записи від пізнього олігоцену до початку міоцену; він, ймовірно, вимер до середнього міоцену. Від стратиграфічно найстарішого виду Gumardee до наймолодшого, морфологія зубів також демонструє прогресування від бунолофодонта до все більш білофодонтного.

## Види
- Gumardee keari
- Gumardee pascuali
- Gumardee webbi